# Kokonoe, Ōita
Kokonoe (九重町 Kokonoe-machi) là thị trấn thuộc huyện Kusu, tỉnh Ōita, Nhật Bản. Tính đến ngày 1 tháng 10 năm 2020, dân số ước tính thị trấn là 8.541 người và mật độ dân số là 31 người/km2. Tổng diện tích thị trấn là 271,4 km2.

## Địa lý

### Đô thị lân cận
- Ōita
  - Taketa
  - Yufu
  - Kusu
- Kumamoto
  - Oguni
  - Minamioguni